# 조딘 하이터마
조딘 파멜라 하이터마(영어: Jordyn Pamela Huitema, 2001년 5월 8일~)는 캐나다의 여자 축구 선수이다. 주 포지션은 공격수이다. 현재는 미국 내셔널 위민스 사커 리그의 시애틀 레인 FC에서 활동하고 있다.
하이터마는 15세에 성인 국가대표팀에 데뷔하였고, 16세에 국제 경기 데뷔골을 넣으며 잠재적인 미래 스타로 주목을 받았다. 그녀는 2020 도쿄 올림픽에서 여자 축구 최초로 금메달을 획득한 캐나다 대표팀의 일원이다.

## 어린 시절
하이터마는 밴쿠버에서 동쪽으로 100km 떨어진 브리티시컬럼비아주의 칠리웍에서 태어났다. 하이터마는 4살때부터 축구를 시작했다. 이후 칠리웍에 있는 로즈데일 중학교를 다녔으며, 밴쿠버 화이트캡스 FC 걸스 엘리트 렉스 프로그램의 일원으로 버나비 센트럴 중등학교에 다녔다. 프로그램에 있는 동안 그녀는 미래의 국가대표팀 동료인 줄리아 그로소와 친구가 되었다. 하이터마의 가족 전체는 체육인 출신으로 엄마인 줄리 하이터마는 프로 수영선수 출신이었으며, 아빠인 로저 하이터마는 럭비 및 미식축구 선수였더. 오빠 브로디는 밴쿠버 화이트캡스 레지던시 프로그램의 일원이었고 듀크 대학교에서 뛰었다. 그녀의 둘째 오빠 트렌트는 험볼트 브론코스 소속으로 서스캐처원주 주니어 하키 리그에서 아이스하키를 했다.

## 클럽 경력

### 초기 경력
하이터마는 2018 시즌을 앞두고 줄리아 그로소와 함께 미국의 위민스 프리미어 사커 리그(WPSL)에 소속된 TSS FC 로버스와 계약했다.

### 파리 생제르맹
하이터마는 캐나다 국가대표팀으로 2017년 알가르브컵에 출전했다. 당시 국가대표팀 동료였던 애슐리 로런스가 PSG 소속이어서 우연히 PSG 여자팀의 단장이 경기를 관람했는데 하이터마가 이 경기에서 활약하며 눈에 띄었고, 이때 처음으로 PSG 관계자들의 주목을 받았다.
2018년 7월 23일, 하이터마는 2018 위민스 인터내셔널 챔피언스컵(WICC) 기간 동안 PSG 페미닌과 함께 참가할 것이라고 발표되었다. 당시 NCAA의 스탠퍼드 대학교와 UCLA의 제의도 고려하고 있었기 때문에 PSG와는 프로 계약을 체결하지 않아 대학 입학 자격을 유지할 수 있었다.
7월 24일 포틀랜드 대학교에서 열린 맨체스터 시티와의 프리시즌 친선 경기에서 선발로 출전했으며, WICC 준결승전 선발 라인업에 속해 경기를 뛰었다. 이후 2019년 1월 24일, 하이터마는 대학 진학을 그만두고 프로 경력을 시작하겠다고 발표했으며, 2019년 5월 17일에 PSG는 하이터마가 구단과 4년 계약을 체결했음을 발표했다.
2021년 6월 4일, 하이터마는 디비지옹 1에서 디종을 상대로 후반 막판에 헤딩 추가골을 넣으며 구단의 첫 리그 타이틀을 확정했다. 전체적으로 하이터마는 PSG에서의 두 번째 시즌에 16경기에 출전하여 3골 2도움을 기록했다. 또한 하이터마는 20세가 되기 전에 UEFA 여자 챔피언스 리그에서 캐나다의 역대 최고 득점자가 되었으며, 이후 클로에 라카스가 이 기록을 넘어섰다.
PSG에서 3번째 시즌을 보낸 후, 하이터마는 더 많은 선발 출전을 보장 받기 위해 이적을 고려했다.

### 시애틀 레인
2022년 6월 18일, 하이터마는 OL 레인으로 이적하여 2년 계약을 체결하였다. 2022년 위민스컵 결승전에서 후반 21분에 데뷔골이자 결승골을 넣었고, 팀은 레이싱 루이빌을 2-1로 누르고 우승했다. 또한 정규 시즌의 남은 기간 동안 2골을 기록하였고, 올랜도 프라이드와의 정규 시즌 마지막 경기에서 2번째 골을 기록하였며 레인이 NWSL 실드를 차지하는데 일조했다. 2023 시즌에는 총 7득점을 기록하며 베서니 발서와 함께 팀내 최다 득점자가 되었다.

## 국가대표팀 경력

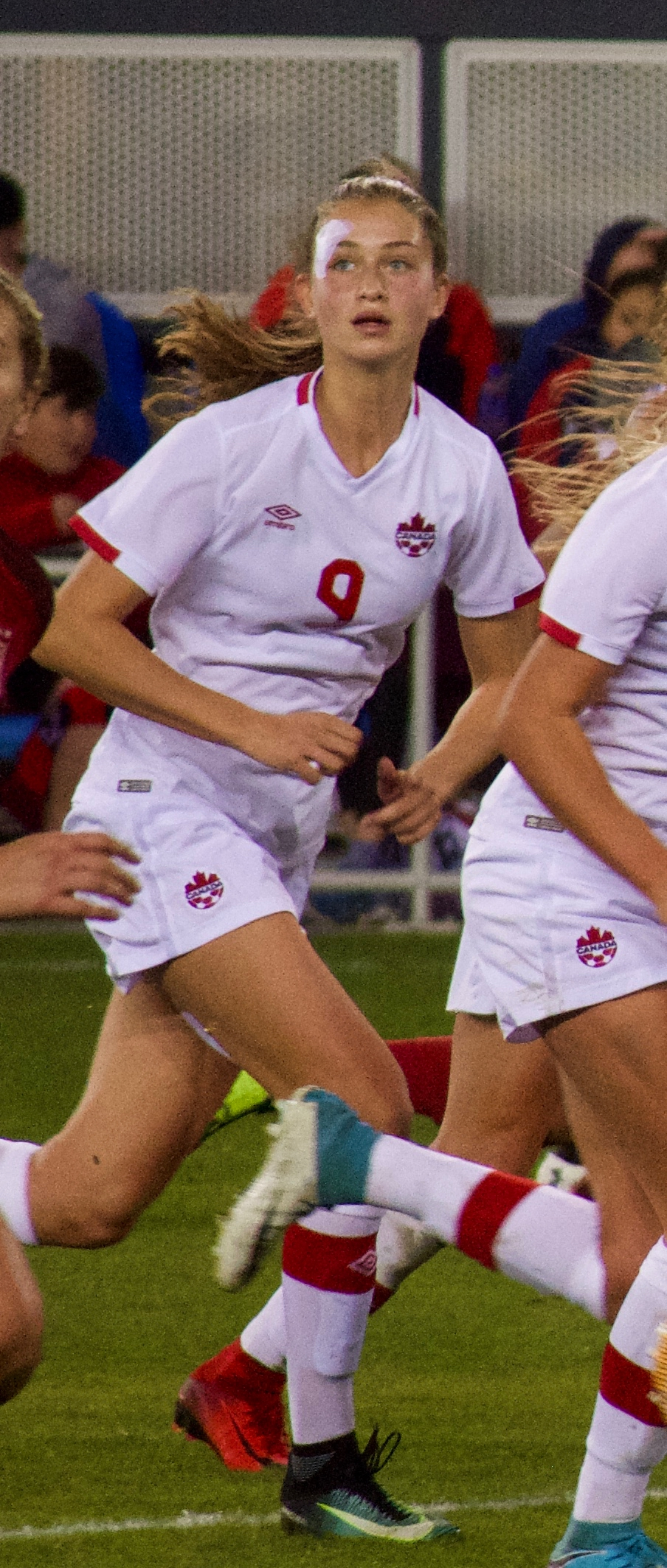
2017년 캐나다 국가대표팀에서의 모습

### 청소년 대표팀
하이터마는 2014년 8월 7일에 열린 CONCACAF 여자 U-15 챔피언십에서 푸에르토리코를 상대로 5-0으로 승리한 경기에 처음 청소년 대표팀으로 데뷔했다. 이 대회 결승전에서 아이티와 상대하며 승부차기에서 4번째 주자로 나와 득점에 성공하며 승리를 확정 지었다. U-15 대표팀에서는 총 11경기를 뛰었다.
2016년 3월 3일에는 U-17 대표팀으로 데뷔해 CONCACAF 여자 U-17 챔피언십에서 과테말라를 상대로 3-0으로 승리하였다. 또한 2016년 FIFA U-17 여자 월드컵에 출전하며 카메룬을 상대로 3-2로 승리한 경기에서 득점하며 FIFA 주관대회에서 첫 득점을 기록했다. 2017년 6월 11일에는 성인 대표팀으로도 출전해 득점을 기록했으며, 그 해 7월 6일에는 처음으로 U-20 대표팀으로 미국과 4-1로 승리한 경기에서 데뷔해서 득점도 기록했다. 곧이어 7월 12일에 열린 중국과의 U-17 경기에서도 득점을 기록한 뒤 캐나다 선수로는 처음으로 같은 해에 U-17, U-20, 성인 대표팀에서 모두 득점을 기록한 첫 선수가 되었다. 이렇게 각 연령별 대표팀을 오가며 활약한 덕분에 2017년에 캐나다 올해의 U-17 여자 선수상을 수상했다.
2018년 1월 12일, 하이터마는 만 16세의 나이로 트리니다드 토바고에서 열린 2018 CONCACAF 여자 U-20 챔피언십에 참가할 캐나다 선수단에 이름을 올렸다. 코스타리카와의 조별 리그 첫 경기에서는 2골을 기록하며, 팀의 3-1 승리에 기여했다. 2번째 경기에서는 개최국 트리니다드 토바고를 상대로 해트트릭을 기록하며 4-1 승리를 견인했고, 아이티와의 3차전에서도 66분간 뛰며 4-0 승리를 도와 캐나다는 조 1위로 준결승전에 진출했다. 멕시코와의 준결승전에서 풀타임을 소화했고, 양 팀은 1-1 무승부 상황에서 승부차기에 들어가 하이터마는 마지막 키커로 나섰다. 캐나다는 그로소와 하이터마가 연달아 실패하며, 3-4로 패배해 3•4위 결정전으로 떨어졌다. 캐나다는 3•4위 결정전에서 아이티를 이겨야 8월에 프랑스에서 열리는 FIFA U-20 여자 월드컵 본선에 진출할 수 있었다. 하지만 캐나다는 0-1로 패배하며 U-20 여자 월드컵 진출에 실패했다. 하이터마는 이 대회에서 최다인 5골을 넣으며 골든 부츠상을 받았으며, 대회 베스트 일레븐에도 이름을 올렸다.

### 성인 대표팀
하이터마는 2017년 3월 8일에 스페인과의 2017 알가르브컵 결승전에서 성인 대표팀에 데뷔했다. 이 경기로 하이터마는 만 15세의 나이로 성인 대표팀에 출전하며 역대 세번째 최연소 여자 성인 대표팀 선수가 되었다. 성인 대표팀에서의 첫 골은 2017년 6월 11일에 토론토의 BMO 필드에서 열린 코스타리카와의 친선 경기에서 나왔다. 후반 28분에 넣은 이 득점은 여자 대표팀 역사상 2번째 최연소 득점이 되었고, 하이터마는 1분도 안되어서 2번째 골을 기록했다. 이어 2017년 11월 9일과 12일에 열린 미국과의 친선 경기에 국가대표팀 소집을 받았고 첫 경기에서 90분 경에 재닌 베키와 교체되어 출전했다. 2018년 2월에는 대표팀의 새 감독인 케네트 헤이네르묄레르가 2018 알가르브컵 선수 명단에 하이터마를 발탁했다. 하이터마는 러시아와의 2차전에 선발 출전해서 페널티킥을 얻어냈고, 주장인 크리스틴 싱클레어가 성공시키며 러시아에 1-0으로 승리했다.
하이터마는 프랑스에서 열리는 2019년 FIFA 여자 월드컵의 캐나다 대표팀 명단에 발탁되면서 생애 첫 FIFA 여자 월드컵에 출전하게 되었다. 월드컵을 앞두고 한 언론과의 인터뷰에서 월드컵 출전이 4학년 때부터 목표였지만 "솔직히 몇 달 전까지만 해도 그것이 나에게 실제로 있을 것이라고는 전혀 생각하지 못했다."라고 소감을 밝혔다. 하이터마는 대회 기간 동안 네덜란드와의 조별 예선 경기에 한차례 선발 출전해 풀타임을 소화했지만 1-2로 패하였다. 이 대회에서 캐나다는 16강전에서 스웨덴에 0-1로 패하며 탈락했다.
2020년 1월 28일부터 열린 2020 도쿄 올림픽 북중미 지역 예선에서는 조별 리그 1차전 세인트키츠 네비스전에서 1골, 2차전 자메이카전에서 5골을 넣었다. 코스타리카와의 준결승에서는 결승골을 넣으며 1-0으로 승리했고, 캐나다는 도쿄에서 열리는 2020년 하계 올림픽 진출을 확정했다. 하이터마는 총 7골로 대회 전체 득점왕에 올랐고 올림픽에서의 하이테마에 대한 기대감이 커진 대회였다. 얼마 지나지 않아, 코로나19 범유행의 시작으로 도쿄 올림픽이 1년 연기되었으나 하이터마는 캐나다 대표팀에 선발되었고, 캐나다는 역사상 처음으로 올림픽 결승에 진출하여 금메달을 획득했다. 하이터마는 스웨덴과의 결승전에서 후반 39분경 크리스틴 싱클레어를 대신해 교체 투입되어 연장전을 포함해 36분을 뛰었다.
하이터마의 연령별 대표팀 성적과 성인 대표팀 데뷔 초기의 활약 덕분에 많은 사람들이 하이터마가 아직 어린 나이임에도 장차 캐나다의 레전드 공격수인 싱클레어의 후계자 역할을 할 것이라는 많은 기대와 희망을 가졌지만, 도쿄 올림픽 직후 몇 년 동안 강팀들과 상대로 한 경기에서 부진하며 골 결정력 부족에 대한 언론 및 축구팬들의 많은 평가들이 나오기 시작했다. 2022년 7월 5일 트리니다드 토바고와의 CONCACAF W 챔피언십 조별 리그 경기 득점 이후 대표팀에서의 12경기 연속 무득점 행진은 2023년 4월 12일에 프랑스에 1-2로 패한 경기에서 골을 넣으면서 끝났다. 그럼에도 호주와 뉴질랜드에서 열리는 2023년 FIFA 여자 월드컵에 월드컵 대표팀으로 선발되었다. 당시 FIFA 랭킹 7위였던 캐나다는 B조에 속해 1승 1무 1패로 조별 리그에서 탈락했고, 대표팀의 공격력 부족에 대한 많은 비판적인 의견이 다시 나오기 시작했다. 하이터마는 조별 리그에서 전 경기 선발 출전했지만 골이나 도움이 없었고, 이에 하이터마의 활약에 대해 마무리 능력 부족을 상쇄할 다른 강점은 충분한지에 대해서는 평가들이 엇갈렸다.
월드컵에서의 대표팀을 향한 많은 비판적인 여론에 베벌리 프리스트먼 감독은 9월 22일과 26일에 열린 자메이카와의 2024 파리 올림픽 북중미 지역 예선 플레이오프에서는 스쿼드에 많은 변화를 가했다. 그로 인해 하이터마는 플레이오프 2경기 모두 교체 선수로 출전했으며, 2차전에서는 후반 시작과 동시에 교체로 투입되어 역전 결승골을 기록했다.

## 개인사
하이터마는 2017년부터 바이에른 뮌헨 선수이자 같은 캐나다의 국가대표팀 선수인 알폰소 데이비스와 2022년까지 오랜 기간 연인 관계였다. 2022년 5월 22일 데이비스는 SNS를 통해 두 사람이 결별했음을 알렸다. 2022년 11월 1일에 하이터마는 MLB의 시애틀 매리너스 소속 야구선수인 훌리오 로드리게스와 열애 중임을 밝혔다.

## 수상

### 파리 생제르맹
- 디비지옹 1 페미닌: 2020–21
- 쿠프 드 프랑스 페미닌: 2021–22, 준우승: 2019–20

### 시애틀 레인
- NWSL 실드: 2022
- 더 위민스컵: 2022

### 국가대표팀
- 하계 올림픽 : 2021
- CONCACAF W 챔피언십 준우승: 2018, 2022

### 개인
- CONCACAF 여자 U-15 챔피언십 베스트 일레븐: 2016
- 올해의 캐나다 U-17 여자 선수상: 2017
- 밴쿠버 화이트캡스 FC 올해의 최고 유망주상–여자 부문: 2017
- 올해의 캐나다 U-20 여자 선수상: 2018
- CONCACAF 여자 U-20 챔피언십 골든 부츠상: 2018
- CONCACAF 여자 U-20 챔피언십 베스트 일레븐: 2018
- CONCACAF 올림픽 여자 축구 지역 예선 골든 부츠상: 2020
- CONCACAF 올림픽 여자 축구 지역 예선 베스트 일레븐: 2020

## 성적

### 클럽
2024년 10월 19일  기준
| 구단명        | 시즌    | 리그 | 리그 | 리그 | 컵   | 컵   | 대륙 대항전 | 대륙 대항전 | 기타 대회 | 기타 대회 | 합계 | 합계 |
| 구단명        | 시즌    | 리그 | 출장 | 득점 | 출장 | 득점 | 출장        | 득점        | 출장      | 득점      | 출장 | 득점 |
| ------------- | ------- | ---- | ---- | ---- | ---- | ---- | ----------- | ----------- | --------- | --------- | ---- | ---- |
| 파리 생제르맹 | 2019–20 | D1F  | 11   | 1    | 3    | 0    | 4           | 4           | 1         | 0         | 19   | 5    |
| 파리 생제르맹 | 2020–21 | D1F  | 16   | 3    | 1    | 0    | 6           | 2           | —         | —         | 23   | 5    |
| 파리 생제르맹 | 2021–22 | D1F  | 18   | 2    | 4    | 0    | 7           | 6           | —         | —         | 29   | 8    |
| 파리 생제르맹 | 합계    | 합계 | 45   | 6    | 8    | 0    | 17          | 12          | 1         | 0         | 71   | 18   |
| 시애틀 레인   | 2022    | NWSL | 10   | 2    | —    | —    | —           | —           | 3         | 1         | 13   | 3    |
| 시애틀 레인   | 2023    | NWSL | 20   | 5    | 4    | 2    | 0           | 0           | 3         | 0         | 27   | 7    |
| 시애틀 레인   | 2024    | NWSL | 17   | 2    | 0    | 0    | —           | —           | —         | —         | 17   | 2    |
| 시애틀 레인   | 합계    | 합계 | 47   | 9    | 4    | 2    | 0           | 0           | 6         | 1         | 57   | 12   |
| 총합          | 총합    | 총합 | 92   | 15   | 12   | 2    | 17          | 12          | 7         | 1         | 128  | 30   |

1. ↑  트로페 데 샹피온 경기를 포함한다.
2. ↑  NWSL 플레이오프 1경기 및 위민스컵 2경기 출전과 1득점을 포함한다.
3. ↑  NWSL 플레이오프 3경기를 포함한다.

### 국제 경기
2024년 10월 25일  기준
| 국가대표팀 | 연도 | 출장 | 득점 |
| ---------- | ---- | ---- | ---- |
| 캐나다     | 2017 | 7    | 2    |
| 캐나다     | 2018 | 8    | 4    |
| 캐나다     | 2019 | 10   | 0    |
| 캐나다     | 2020 | 8    | 7    |
| 캐나다     | 2021 | 12   | 1    |
| 캐나다     | 2022 | 15   | 1    |
| 캐나다     | 2023 | 13   | 3    |
| 캐나다     | 2024 | 14   | 3    |
| 총합       | 총합 | 87   | 21   |

모든 득점과 결과의 스코어 앞 숫자는 캐나다의 골 기록을 먼저 나열하고, 각 득점칸은 하이테마 골 이후의 득점 상황을 나타낸다..
| No. | 날짜             | 경기장                                | 상대팀            | 득점 | 결과 | 대회명                                       |
| --- | ---------------- | ------------------------------------- | ----------------- | ---- | ---- | -------------------------------------------- |
| 1   | 2017년 6월 11일  | BMO 필드, 토론토                      | 코스타리카        | 5-0  | 6-0  | 친선 경기                                    |
| 2   | 2017년 6월 11일  | BMO 필드, 토론토                      | 코스타리카        | 6-0  | 6-0  | 친선 경기                                    |
| 3   | 2018년 6월 11일  | H-E-B 파크, 에딘버그                  | 쿠바              | 2-0  | 12-0 | 2018년 CONCACAF 여자 챔피언십                |
| 4   | 2018년 6월 11일  | H-E-B 파크, 에딘버그                  | 쿠바              | 5-0  | 12-0 | 2018년 CONCACAF 여자 챔피언십                |
| 5   | 2018년 6월 11일  | H-E-B 파크, 에딘버그                  | 쿠바              | 6-0  | 12-0 | 2018년 CONCACAF 여자 챔피언십                |
| 6   | 2018년 6월 11일  | H-E-B 파크, 에딘버그                  | 쿠바              | 11-0 | 12-0 | 2018년 CONCACAF 여자 챔피언십                |
| 7   | 2020년 1월 29일  | H-E-B 파크, 에딘버그                  | 세인트키츠 네비스 | 10-0 | 11-0 | 2020 도쿄 올림픽 북중미 지역 예선            |
| 8   | 2020년 2월 1일   | H-E-B 파크, 에딘버그                  | 자메이카          | 1-0  | 9-0  | 2020 도쿄 올림픽 북중미 지역 예선            |
| 9   | 2020년 2월 1일   | H-E-B 파크, 에딘버그                  | 자메이카          | 5-0  | 9-0  | 2020 도쿄 올림픽 북중미 지역 예선            |
| 10  | 2020년 2월 1일   | H-E-B 파크, 에딘버그                  | 자메이카          | 6-0  | 9-0  | 2020 도쿄 올림픽 북중미 지역 예선            |
| 11  | 2020년 2월 1일   | H-E-B 파크, 에딘버그                  | 자메이카          | 8-0  | 9-0  | 2020 도쿄 올림픽 북중미 지역 예선            |
| 12  | 2020년 2월 1일   | H-E-B 파크, 에딘버그                  | 자메이카          | 9-0  | 9-0  | 2020 도쿄 올림픽 북중미 지역 예선            |
| 13  | 2020년 2월 7일   | 디그니티 헬스 스포츠 파크, 카슨       | 코스타리카        | 1-0  | 1-0  | 2020 도쿄 올림픽 북중미 지역 예선            |
| 14  | 2021년 11월 27일 | 센트로 데 알토 렌디미엔토, 멕시코시티 | 멕시코            | 2-1  | 2-1  | 친선 경기                                    |
| 15  | 2022년 7월 5일   | 에스타디오 BBVA, 과달루페             | 트리니다드 토바고 | 6-0  | 6-0  | 2022년 CONCACAF W 챔피언십                   |
| 16  | 2023년 4월 11일  | 스타드 마리 마르뱅, 르망              | 프랑스            | 1-2  | 1-2  | 친선 경기                                    |
| 17  | 2023년 9월 26일  | BMO 필드, 토론토                      | 자메이카          | 2-1  | 2-1  | 2024 도쿄 올림픽 북중미 지역 예선 플레이오프 |
| 18  | 2023년 10월 31일 | 원더러스 그라운즈, 핼리팩스           | 브라질            | 1-0  | 2-0  | 친선 경기                                    |
| 19  | 2024년 2월 22일  | 쉘 에너지 스타디움, 휴스턴            | 엘살바도르        | 2-0  | 6-0  | 2024년 CONCACAF W 골드컵                     |
| 20  | 2024년 2월 28일  | 쉘 에너지 스타디움, 휴스턴            | 코스타리카        | 1-0  | 3-0  | 2024년 CONCACAF W 골드컵                     |
| 21  | 2024년 3월 6일   | 스냅드래곤 스타디움, 샌디에고         | 미국              | 1-1  | 2-2  | 2024년 CONCACAF W 골드컵                     |